# Juan Ruiz de Medina
Juan Ruiz de Medina (?, Medina del Campo-30 de enero de 1507, Segovia) fue un eclesiástico, político y diplomático español que ocupó los cargos de Arcediano de Almazán del consejo del rey, obispo de Astorga (1489-1493), de Badajoz (1493-1495), de Cartagena (1495-1502) y de Segovia (1502-1507) y presidente de la real Chancilleria de Valladolid.

## Biografía
Nació en Medina del Campo y estudió ambos derechos en la Universidad de Salamanca donde fue colegial de San Bartolomé desde 1467, y de donde salió doctorado en Cánones. Obtuvo cátedra en la Universidad de Valladolid, y fue nombrado en 1480 primer prior de la Colegiata de San Antolín de su ciudad natal.
Nombrado canónigo de la catedral de Sevilla fue uno de los primeros inquisidores de Castilla, embajador del rey en Francia y después en Roma, para mediar en las disputas entre el Papa Inocencio VIII y Fernando II de Aragón, rey de Nápoles. Fue elegido entonces obispo de Astorga en 1492 y como tal actuó como guardián del cónclave en que fue elegido el español Alejandro VI. Un año después los Reyes Católicos le nombraron obispo de Badajoz, que ejerció hasta 1495, siendo trasladado a la Diócesis de Cartagena. En 1501 fue nombrado presidente de la Real Audiencia y Chancillería de Valladolid y en 1502 promovido obispo de Segovia. Falleció con dicha dignidad en aquella ciudad el 30 de enero de 1507. Fue enterrado en la capilla mayor de la Colegiata de San Antolín.
| Predecesor: Bernardino López de Carvajal y Sande | Obispo de Astorga 1489-1493   | Sucesor: Diego Meléndez de Valdés  |
| Predecesor: Bernardino López de Carvajal y Sande | Obispo de Badajoz 1493-1495   | Sucesor: Juan Rodríguez de Fonseca |
| Predecesor: Bernardino López de Carvajal y Sande | Obispo de Cartagena 1495-1502 | Sucesor: Juan Daza                 |
| Predecesor: Juan Arias de Villar                 | Obispo de Segovia 1502-1507   | Sucesor: Fadrique de Portugal      |